# Carmen (île du Mexique)
Pour les articles homonymes, voir Carmen.
Carmen est une île mexicaine située dans le golfe de Californie au large des côtes de la Basse-Californie du Sud.

## Géographie
L'île est située au sud du golfe de Californie et se trouve à 15 km de la péninsule de Basse-Californie. Elle fait environ 32 km de longueur et 13,5 km de largeur maximales pour 145,94 km2 de superficie totale. Carmen se trouve juste en face de la ville de Loreto séparée par un canal de 15 km.

## Histoire
En 2005, l'île a été classée avec 244 autres au Patrimoine mondial de l'humanité par l'UNESCO comme « Îles et aires protégées du Golfe de Californie ».